# اسکگسویل (مریلند)
اسکگگسویل (به انگلیسی: Scaggsville) شهری در ایالت مریلند کشور ایالات متحده آمریکا است که جمعیت آن در سرشماری سال ۲۰۱۰ میلادی، ۲۴٬۳۳۳ نفر بوده‌است.